# Lucien Louvet
Lucien Louvet (* 6. Mai 1876 in Clichy; † 7. Januar 1943 ebenda) war ein französischer Radrennfahrer.
1893 wurde Lucien Louvet französischer Meister im Steherrennen. Bei den UCI-Bahn-Weltmeisterschaften 1900 im Pariser Prinzenparkstadion wurde er gemeinsam mit Edmond Jacquelin Vize-Weltmeister auf dem Zweisitzer. Im Jahre 1902 fuhr er gemeinsam mit Eugenio Bruni bei einem Sechs-Stunden-Rennen auf der Buffalo-Radrennbahn in Paris das erste Zweier-Mannschaftsfahren in Frankreich.